# Pokémon Giallo
Pokémon Versione Gialla: Speciale Edizione Pikachu (ポケットモンスター ピカチュウ?, Poketto Monsutā Pikachū) è un videogioco nella serie di giochi di ruolo giapponesi Pokémon uscito in Giappone, sviluppata da Game Freak sotto la direzione di Satoshi Tajiri. Pubblicato da Nintendo per la console portatile Game Boy, il gioco è una versione migliorata di Pokémon Rosso e Blu. È stato pubblicato il 12 settembre 1998 in Giappone, in Australia e in America del Nord il 1º ottobre 1999 e il 16 giugno 2000 in Europa. Insieme al gioco, venne distribuita un'edizione speciale gialla del Game Boy Color a tema Pokémon. Alcuni aspetti di Pokémon Giallo fanno riferimento all'anime.
Nel 2018, anno del ventesimo anniversario del gioco in Giappone, è stata pubblicata una coppia di remake del gioco per Nintendo Switch, intitolati Pokémon: Let's Go, Pikachu! e Let's Go, Eevee!.

## Modalità di gioco

Schermata di gioco di Pokémon Giallo su Game Boy Color, con il personaggio protagonista seguito da Pikachu

Il gameplay rimane invariato. Come negli altri capitoli, il giocatore dovrà allevare e catturare 151 specie di Pokémon. La differenza più evidente è che Pikachu seguirà il giocatore in tutto il corso dell'avventura fuori dalla sua Poké Ball. Inoltre nel corso dell'avventura verranno regalati al giocatore i tre Pokémon principali: Squirtle, Bulbasaur e Charmander.

### Differenze con le versioni precedenti
A differenza delle altre versioni, Giallo non consente di scegliere fra tre differenti tipi di Pokémon. Questo cambiamento rende il gioco leggermente più difficile, visto che gli attacchi elettrici di Pikachu sono inefficaci contro i Pokémon del primo capopalestra, Brock. Inoltre sono state modificate le locazioni di alcuni Pokémon, tra cui quelle di Mankey e Pidgeotto, rispetto ai titoli precedenti.
I tre Pokémon iniziali che erano disponibili nei primi due giochi, possono essere ricevuti in regalo da alcuni personaggi sparsi per il gioco. La scelta di ottenere i tre Pokémon in questo modo è dovuta al fatto che il gioco rispecchia in un certo modo la storia dell'anime. Inoltre, nel gioco vengono introdotti Jessie e James del Team Rocket, con i Pokémon che possiedono nell'anime, Ekans, Koffing e Meowth.
Oltre alle posizioni, sono state modificate anche le mosse di quasi tutti i Pokémon, aggiungendo nuovi attacchi o permettendo di apprendere gli stessi a livelli inferiori.
Pokémon Giallo è stato il primo gioco della serie Pokémon che non permette al giocatore di scegliere fra tre differenti Pokémon iniziali. Non è inoltre possibile, nel corso del gioco, farlo evolvere in Raichu, liberarlo o catturare altri Pikachu nella regione di Kanto.
La caratteristica unica di questo Pikachu, che lo differenzia dagli altri Pokémon catturati nel gioco, è quella di poter vedere il suo stato d'animo. Il giocatore può parlare con il piccolo Pokémon ovunque egli sia.

## Sviluppo
Pokémon Giallo è stato sviluppato da Game Freak a seguito del termine dello sviluppo di Pocket Monsters Ao (uscito solo in Giappone).

### Pokémon Rosa
L'11 aprile 2020, riferimenti ad una sconosciuta versione "Rosa" di Pokémon Giallo sono stati trovati nel suo codice sorgente a seguito di una fuga di dati, portando diverse testate specializzate ad ipotizzare che fosse stata inizialmente pensata la distribuzione di un altro gioco insieme a Giallo, in maniera simile a quanto successo prima con Rosso e Blu. Nonostante ciò, non è noto se ci siano mai stati piani per la pubblicazione di Pokémon Rosa o quale Pokémon avrebbe avuto il gioco come mascotte (si ipotizza un Pokémon tra Jigglypuff e Clefairy).

## Distribuzione
La data di distribuzione di Pokémon Giallo è stata fatta coincidere con quella di Pokémon il film - Mewtwo colpisce ancora. Il futuro presidente di Nintendo Satoru Iwata ha poi detto che le persone probabilmente hanno percepito Giallo come un gioco non necessario a causa dell’imminente distribuzione avvenuta lo stesso anno di Pokémon Oro e Argento. Il gioco è stato pubblicato da Nintendo il 12 settembre 1998 in Giappone, il 3 settembre 1999 in Australia, in America del Nord il 19 ottobre 1999 e in Europa il 16 giugno 2000. Il videogioco è stato distribuito in bundle con un Game Boy Color a tema Pikachu in America del Nord il 25 ottobre 1999. Per promuovere il rilascio di Pokémon Giallo, Volkswagen e Nintendo diedero vita ad una collaborazione finalizzata alla realizzazione di una Nee Beetle gialla con alcune caratteristiche di design ispirate a Pikachu. Nintendo World Report ha messo Pokémon Giallo nella lista dei giochi degni di nota distribuiti per console portatili il 1999. Pokémon Giallo è stato l'ultimo videogioco distribuito per l’originale Game Boy in tutti i territori al di fuori del Giappone.

### 3DS Virtual Console
Il 27 febbraio 2016 sono state pubblicate le conversioni di Pokémon Rosso, Blu e Giallo per la Virtual Console del Nintendo 3DS. Annunciati tramite Nintendo Direct il 12 novembre 2015, i videogiochi non sono remake delle versioni per Game Boy, ma una fedele riproposizione dei titoli originali. La grafica è in scala di grigio e tra le migliorie apportate vi è la possibilità di utilizzare la connessione wireless in sostituzione del Game Link Cable per effettuare scambi e lotte. Sono state inoltre modificate alcune animazioni per prevenire episodi di epilessia fotosensitiva nei soggetti sensibili. I videogiochi sono inoltre compatibili con il software Banca Pokémon. Ad aprile 2016 risultano scaricate oltre 1,5 milioni di copie di Rosso, Blu, Giallo e Verde, quest'ultimo distribuito solamente in Giappone.

## Accoglienza
| Testata                            | Giudizio |
| ---------------------------------- | -------- |
| GameRankings (media al 19-07-2022) | 85%      |
| AllGame                            | [ 21 ]   |
| EGM                                | 8.5/10   |
| GI                                 | 6.5/10   |
| GameSpot                           | 8.9/10   |
| IGN                                | 10/10    |

Pokémon Giallo è stato ben accolto dalla critica, ottenendo un punteggio cumulativo dell'85% su GameRankings basato su 16 recensioni, rendendolo il quinto gioco meglio valutato per Game Boy di sempre. Nintendo Power ha dato al gioco un punteggio di 8 su 10, mentre Game Informer gli ha assegnato un punteggio di 6.5 su 10. Electric Playground ha dato al gioco invece un 7.5 su 10. Il Sarasota Herald-Tribune ha consigliato Pokémon Giallo definendolo un buon gioco per bambini. RPGFan ha definito il gioco "così rivoltante che crea dipendenza al punto che ogni giocatore non può fare altro che 'acchiapparli tutti'". Il sito ha anche definito Giallo un "insulto" a causa del numero limitato di aggiunte rispetto a Rosso e Blu. Craig Harris di IGN ha lodato le meccaniche di gioco, affermando che Giallo è il miglior punto di partenza tra i primi tre giochi e dando a quest'ultimo un punteggio perfetto.
Cameron Davis di GameSpot ha apostrofato il gioco come un "tappabuco" per placare i giocatori fino all'uscita di Oro e Argento, dicendo che "le nuove sfide sono sufficienti per riempire il buco, ma solo appena". Chris Buffa del GameDaily lo considera uno dei migliori giochi Pokémon, affermando che, nonostante fosse un rimaneggiamento dei precedenti titoli, ci sono abbastanza novità per giustificare l'esistenza del gioco. Brad Cook di AllGame crede che Pokémon Giallo sia un buon gioco per chi non ha giocato a Rosso e Blu, mentre ha consigliato a chi ci ha già giocato di aspettare l'uscita di Oro e Argento.
Pokémon Giallo ha ricevuto due nomination come "Gioco dell'anno" e "Gioco per console dell'anno" durante la terza edizione degli AIAS Interactive Achievement Awards (ora noti come D.I.C.E. Awards).

## Eredità

### Remake
Pokémon: Let’s Go, Pikachu! e Pokémon: Let’s Go, Eevee! (ポケットモンスター Let's Go! ピカチュウ・Let's Go! イーブイ Poketto Monsutā Let's GO! Pikachū・Let's GO! Ībui?) sono dei remake di Pokémon Versione Gialla, pubblicati nel novembre 2018 per Nintendo Switch. La coppia di titoli è stata pubblicata con l'intento di avvicinare dei giocatori novizi alla serie di videogiochi Pokémon e pertanto includono alcune meccaniche dal videogioco per dispositivi mobile Pokémon Go. I due videogiochi sono ambientati nella regione di Kanto ed includono i primi 151 Pokémon della prima generazione, insieme ai nuovi due Pokémon di settima generazione Meltan e Melmetal. Questi giochi reintroducono la possibilità di avere un Pokémon accompagnatore al proprio seguito, caratteristica assente nei videogiochi della serie da Pokémon Oro HeartGold e Argento SoulSilver per Nintendo DS. Oltre al Pokémon accompagnatore, il giocare verrà seguito anche dal proprio Pokémon iniziale, che sarà Pikachu per Pokémon: Let’s Go, Pikachu! e Eevee per Pokémon: Let’s Go, Eevee!.
I giochi hanno venduto insieme oltre 13 milioni di copie.